# Te rog
Te rog este un single al trupei Carla's Dreams lansat la 19 octombrie 2015. Piesa a fost scrisă și produsă de Carla's Dreams și include o strofă cântată de interpreta româncă Inna.
Piesa a fost printre primele cântece ale trupei care au ocupat prima poziție în topurile muzicale din România și Republica Moldova. Atât piesa oficială, cât și videoclipul lansat la 9 zile după aceasta au reușit să adune peste 1.000.000 de vizualizări într-un timp atât de scurt. Dar surpriza piesei este strofa finală cântată de Inna, care a mai colaborat în trecut cu trupa în remake-ul piesei P.O.H.U.I .

## Bazele proiectului
Piesa a fost scrisă de membrii trupei Carla's Dreams, iar de producție s-au ocupat Alex Cotoi, Marcel Botezan, Sebastian Barac și Carla's Dreams.

## Live
Piesa a fost prima dată interpretată live la postul de radio Radio Zu în octombrie 2015. Clipul cu interpretarea piesei a fost încărcată pe canalul de YouTube al postului și are în prezent peste 1.000.000 de vizualizări. Piesa a fost interpretată la toate concertele trupei încă de atunci până în prezent. Melodia a fost interpretată live și la X Factor în finală alături de concurenta sa, Olga Verbițichi.

## Videoclip

Scena din videoclip unde îl prezintă pe solist într-o clădire părăsită

Videoclipul a fost filmat la Chișinău într-o clădire părăsită și în apropierea unui râu, iar scenele cu Inna în România. Clipul a fost regizat de Roman Burlaca. Clipul îl prezintă pe solist în clădirea părăsită în diferite ipostaze. Acesta se află în mijlocul unui grup de dansatori ce interpretează un dans ritualic. Solistul ajunge la un moment dat să plutească și să cadă. Acesta fuge, pe parcursul clipului, din încăpere și ajunge într-o cameră în care se află un jurnal deschis în paginile căruia era un desen cu marea. Solistul aruncă cartea și iese din clădire unde ajunge într-un doc în timp ce plouă, la capătul căruia se aflau dansatorii cu umbrele la ei deschise. Solistul ajuns la capătul docului se aruncă în apă, dar este salvat de Inna. Clipul se termină cu solistul care își acoperă fața cu gluga și fuge din cadru. În celelalte scene ale clipului ne-o prezintă pe Inna privind dintr-o fereastră aruncarea solistului în apă, dar și pe ea în docul respectiv. Clipul a fost încărcat pe canalul de YouTube al trupei și are în prezent peste 41.000.000 de vizualizări.

## Perfomanța în topuri
În categoria pieselor românești, "Te rog" debutează pe poziția a-9-a cu un număr de 110 difuzări. Piesa a ajuns pe prima poziție la aproape 3 luni de la debutul în top cu un număr de 279 de difuzări. Piesa a staționat timp de 5 săptămâni consecutive.

## Topuri
| Grafic (2015-2016)                  | Poziția |
| ----------------------------------- | ------- |
| Republica Moldova (Airplay Top 100) | 1       |
| România (Romanian Top 100)          | 1       |
| România (Media Forest)              | 1       |
| România (Kiss Top 40/Kiss FM)       | 1       |
| România (Most Wanted/Radio ZU)      | 1       |

## Lansări
| Țara    | Data              | Format           | Casa de discuri |
| ------- | ----------------- | ---------------- | --------------- |
| România | 19 octombrie 2015 | Digital Download | Global Records  |